# Spawn of Possession
Spawn of Possession er et brutalt, teknisk dødsmetal-band fra Kalmar, Sverige. Stiftet i 1997.

## Medlemmer
- Jonas Renvaktar – Vokal (growl)
- Jonas Bryssling – Guitar
- Jonas Karlsson – Guitar
- Niklas Dewerud – Bas
- Dennis Röndum – Trommer

## Diskografi
- Cabinet (Album, 2003)
- Noctambulant (Album, 2006)
- Incurso (Album, 2012)

## Ekstern henvisning
- Officiel Hjemmeside Arkiveret 21. november 2020 hos  Wayback Machine